# 德軍總部：黑曜陰謀
《德軍總部：黑曜陰謀》是一款已發行的電子遊戲，這個遊戲屬於科幻類的第一人稱射擊遊戲，由Raven Software、id Software、Pi Studios以及安德蘭工作室合作研發，遊戲引擎是使用id Tech 4引擎。在2004年期間，經由TechTV電視台的報導，身兼id Software合夥人與執行長職務的陶德·荷蘭斯海首次發表這款遊戲的相關消息。北美地區的發行日期是2009年8月18日，澳洲地區的發行日期是2009年8月19日，歐洲地區的發行日期是2009年8月21日；在台灣是由松崗科技代理發行於2009年8月22日上市。

## 情節描述
1944年，正值二次世界大戰時期的巔峰時刻。雖然盟軍團團包圍並阻止了希特勒的德意志第三帝國勢力擴張，但是在此同時，納粹的戰爭機器仍然緊緊掐住歐洲大陸的咽喉。經由遊戲，各位將進入海因里希·希姆萊最令人畏懼的黨衛隊，看到它們準備計畫掌控邪惡力量黑太陽。這股邪惡力量在黨衛隊掌控之下，全世界將沒有任何軍隊可以在德意志帝國的領土上存活。全世界只有一個人可以阻止「死顱」的《超級士兵計畫》，以及阻止古代的超強人類國王海因里希一世的復活，這個人就是特別探員威廉·布萊斯克維奇，全世界再次需要他的協助，脫離邪惡勢力的魔掌。

## 研發
使用的遊戲引擎是id Software的id Tech 4遊戲引擎，但是遊戲引擎經過大幅度的修改，與《毁灭战士3》以及《雷神之錘4》用的遊戲引擎相比較，它用的是比較新的技術。由Raven Software研發，它主要發行的版本包括個人電腦、PS3以及Xbox 360。遊戲引擎的修正內容包括：場景特效深度、陰影貼圖、前置處理特效、Havok引擎，而且還有超自然領域，這個類似超自然影像的畫面稱為屍幕。當屍幕啟動後，玩家立即具備了相當特殊的能力，例如玩家可以將周圍的人事物的移動速度緩慢下來，穿越真實世界的障礙物，或是利用護盾擊敗敵人。多人連線的部分則是由安德蘭工作室來做研發。在遊戲运行的部分，單機模式的运行必須要有遊戲光碟，运行多人連線模式則不需進行遊戲光碟的讀取。

## 多人連線
《德軍總部：黑曜陰謀》多人連線模式是以《深入敵後：雷神戰爭》的遊戲引擎為基礎，《深入敵後：雷神戰爭》的遊戲引擎也有經過修改。雖然《德軍總部：黑曜陰謀》單機模式與多人連線模式的設計是架構在id Tech 4遊戲引擎上，但是這個id Tech 4遊戲引擎可是經過大幅度的修改與新增功能。玩家可以選擇三個兵種，一般士兵、醫護兵、以及工程兵。每個兵種都各有擔任的工作，例如醫護兵可以做治療的工作。每個兵種也都有屍幕力量。當遊戲開始時，所有的武器皆可使用，只有一些武器在升級之後才會解鎖。多人連線的遊戲內容包括了三種模式：隊伍死鬥、目標點、以及碼表模式。隊伍死鬥：在回合時間內，只要有一方隊伍的殺敵數越多，即為贏家。目標點：在回合時間內，守方必須完成守住目標點，而攻方必須攻下目標點。碼表模式：玩家必須在設定的時間內，達成目標。
在《德軍總部：黑曜陰謀》的發行日當天，多人連線模式的第一個更新檔也隨之釋出。在多人連線模式的設計完成之後，專門設計多人連線模式的安德蘭工作室也立即解雇了一些相關的工作人員。

## 評價程度
| 汇总媒体   | 得分                                  |
| ---------- | ------------------------------------- |
| Metacritic | 78/100 (PC) 77/100 (PS3) 79/100 (360) |

| 媒体        | 得分   |
| ----------- | ------ |
| GamesRadar+ | 8/10   |
| GameSpot    | 7.5    |
| GameSpy     | 4/5    |
| GameZone    | 8.5/10 |
| IGN         | 7.3    |
| Giant Bomb  | [ 15 ] |

發行之後，《德軍總部：黑曜陰謀》受到遊戲評論家的良好評價，尤其是對遊戲劇情與單機遊戲的部分給予高分評價，與前一代作品《德軍總部：深入敵境》相較之下，改良了多人連線方面的架構與模組。

## 外部連結
- 官方网站
- Wolfenstein （页面存档备份，存于） - Wikia